# Masuriska kanalen
Masuriska kanalen, (polska: Kanał Mazurski), (ryska: Канал Мазурский), är en 51,7 km lång och 25 m bred ofullbordad kanal som förbinder floden Łyna i Kaliningrad oblast i Ryssland med sjön Mamry i Ermland-Masuriens vojvodskap i Polen. 
Den byggdes mellan 1764 och 1776 under ledning av Johann Friedrich Domhardt. Den moderniserades flera gånger, särskilt under årtiondet före andra världskriget. Kanalen fungerade som en defensiv barriär mellan de sovjetiska och tyska arméerna. Skadorna den fick under kriget har aldrig reparerats. 